# Universidad de Auburn
La Universidad de Auburn (Auburn University en idioma inglés) es una universidad pública ubicada en Auburn, Alabama (Estados Unidos de América).

## Historia
Fue fundada el 7 de febrero de 1856 como East Alabama Male College, una universidad masculina de la Iglesia Episcopal Metodista del Sur. En 1872 dejó de pertenecer a la Iglesia Episcopal Metodista del Sur, asumiendo su propiedad el estado de Alabama, y cambió de nombre al de Agricultural and Mechanical College of Alabama. En 1892 se matricularon las primeras mujeres, pasando a ser una universidad coeducacional. Se fue ampliando la oferta de estudios, incluyendo ciencias clásicas, por lo que en 1899 se decidió cambiar el nombre a otro más genérico, el de Alabama Polytechnic Institute. Su continua expansión y cobertura de estudios llevaron a la adopción de su nombre actual, Auburn University, en 1960. Hasta 1963 solamente admitía alumnos de raza blanca.

## Deportes
Auburn compite en la Southeastern Conference de la División I de la NCAA.